# Sándor Erzsi (újságíró)
Sándor Erzsi, születési neve: Sándor Erzsébet (Budapest, 1956. december 3. –) magyar újságíró, rádiós riporter, műsorvezető és szerkesztő, illetve színházi sajtóreferens, aki pályáját színésznőként kezdte.

## Életútja
Anyai ágon zsidó családba született, sok családtagját a holokauszt során meggyilkolták. Apja a születése napján disszidált, így édesanyja nevelte. 1980-ban diplomázott a Színház- és Filmművészeti Főiskola színész szakán Simon Zsuzsa osztályában. Ezt követően a Miskolci Nemzeti Színházhoz szerződött, majd 1983-tól 1994-ig a kecskeméti Katona József Színházban játszott. Ezután elhagyta a pályát, de továbbra is elsősorban kulturális témákkal foglalkozott.
1992-ben kezdett el riporterként dolgozni a Magyarországról jövökben, 1993–1994-ben pedig a Petőfi Rádió Zene-szó című délelőtti és a Kossuth Rádió kulturális műsoraiban volt hallható. 1994-től már szerkesztő-műsorvezető volt a Magyar Rádiónál, kulturális és esélyegyenlőségi tematikájú műsorokban. Többek között ilyen volt a szombat délelőttönként Fodor Jánossal közösen vezetett Party című beszélgetős műsor is. 2010–2011-től kevesebb munkát kapott. Ekkor kereste meg Vajda Róbert, aki egy kocsmában rendezte a Lüszisztraté című Arisztophanész-dráma felújított változatát egy alternatív színjátszó társulattal, a darab címszerepének eljátszására. Másfél évig futott az előadást, ami ez idő alatt negyvenszer ment le. 2013-ban elbocsájtották a rádiótól. Ezután alkalmi feladatokat vállalt a Klubrádiónál.
Az 1990-es évek közepétől újságíróként is dolgozott. A 168 Óra közéleti hetilapnál, a Mozgó Világ folyóiratnál, 1999-től a Népszabadság hétvégi mellékletében jelentek meg interjúi, tárcái, tévékritikái, színházi írásai és riportjai, 2000-től pedig a Premier színházi magazin számára készített tárcákat, portrékat, interjúkat.
2013-tól Puskás Tamás, a Centrál Színház igazgatója felkérte, hogy segítse a színház kommunikációját. Így itt szervezte meg a szociális tematikákat feldolgozó első két „történetfelolvasó maratont”: 2014-ben a Holokauszt és a családom estet, 2015-ben a gyerekek elleni erőszak témakörben. 2017-ben „Szüléstörténetek” címmel már a Pesti Magyar Színházban zajlott az esemény, aminek ettől az évtől kezdve sajtóreferense.
2013-ban és 2016-ban jelent meg egy-egy életrajzi ihletettségű könyve a Park Kiadónál. Az előbbi, a Szegény anyám, ha látnám fia (Juhász Tomi) és saját történetét dolgozza fel. Az utóbbi, az Anyavalya „anyaregény”, amelynek epizódjait történelmi események keretezik. 2019-ben jelent meg szintén a Park Kiadónál harmadik kötete, a Meddig jössz című vidéki színházi-szerelmes regény – főszereplője, Lili már korábbi tárcáiban, novelláiban megszületett, története pedig a ’90-es évek vidéki színházairól és a színészi életforma buktatóiról és örömeiről szól, amit Presser Gábor és Sztevanovity Dusán Csak dalok című lemezének szövegei tagolnak.
Két gyermeke van, Juhász Lujza és Tamás.

## Fontosabb színpadi szerepei
A Színházi adattárban regisztrált bemutatóinak száma szereplőként 2017. szeptember 5-i lekérdezéskor: 32
- Carlo Goldoni, Mészöly Dezső: Csetepaté Chioggiában – Lucietta (rendező: Major Tamás; Miskolci Nemzeti Színház, 1982)[13]
- Gyárfás Miklós: Képzelődők – Zágoniné (rendező: Angyal Mária; Katona József Színház, Kamaraszínház, 1986)
- Sławomir Mrożek, : A nagykövet – A nagykövet felesége (rendező: Bodolay Géza; Katona József Színház, Kamaraszínház, 1990)
- Arisztophanész, Arany János, Pajzs Miklós: Lüszisztraté avagy a hálófülkék forradalma – Lüszisztraté (rendező: Vajda Róbert; Salto Mor(t)ale Társulat, kocsmaszínház, 2010)[14]

## Rádiós munkássága
- Magyarországról jövök (riporter 1992)
- Gondolat-jel, Kékharisnya magazin, Szombat délelőtt, Színházi magazin (riporter 1993/1994)
- Zene-szó (riporter 1993/1994, szerkesztő-műsorvezető 1994–1997)
- Party (műsorvezető 1994-től)
- Petőfi Délelőtt (szerkesztő-műsorvezető 1994–1997)
- Kossuth - Szombat Délelőtt (műsorvezető 1994–1997)
- Kossuth Krónika reggeli kulturális magazin (szerkesztő-műsorvezető 1994–1997)
- Esti Randevú 5 perccel 7 után[15] beszélgető műsor a Centrál Kávéházban (havonta kétszer, 2004–2012)
- Tandem
- Kupé (szerkesztő)
- Kulissza
- Kérjen lehetetlent
- Új lenyomat

## Könyvei
- Szegény anyám, ha látnám (Park Kiadó, 2013)
- Anyavalya (Park Kiadó, 2016)
- Meddig jössz (Park Kiadó, 2019)

## Díjak
- Toleranciadíj – I. díj, nyomtatott sajtó, Autonómia Alapítvány (1995)[16]
- Toleranciadíj – III. díj, rádió, Autonómia Alapítvány (Ránki Júliával a Csiga Háza I-II. Más-sáv című műsorért, MR Petőfi rádió, 1998)[17]
- Toleranciadíj – Egyforintos díj, a rádiós műfaj különdíja, Autonómia Alapítvány (1999)[18][19]
- MR nívódíj (2002)
- Hüpatia-médiadíj, a nők és férfiak társadalmi egyenlőségéért a magyar sajtóban (a 2012-ben elhangzott Kramer kontra anyaság és Tiltakozó rendezvény a kényszerláthatás ellen riportjaiért, 2013)[20]